# Jubel
Jubel – singel francuskiego duetu producenckiego Klingande wydany w roku 2013. Przy utworze współpracowali z Lucie Decarne odpowiedzialną za wokal oraz z Snake'iem Davisem odpowiedzialnego za grę na saksofonie. Singel notowany był na pierwszych miejscach list przebojów m.in. Austrii, Czechach, Flandrii, Niemczech, Polsce, Szwajcarii i we Włoszech. W notowaniach na koniec roku 2014 uplasował się w czołówce list we Włoszech, w Polsce i Słowenii. Status platynowej płyty zyskał trzykrotnie w Australii i w Szwecji, we Włoszech platyną pokrył się pięciokrotnie, a w Norwegii dziewięciokrotnie.

## Teledysk
17 września 2013 roku w serwisie YouTube został opublikowany teledysk do utworu. Został on wyreżyserowany przez Michaela Johanssona i Johana Rosella i nakręcony na duńskiej wyspie Møn. Teledysk w serwisie YouTube został odtworzony ponad 140 mln razy.

## Lista utworów
- Digital download[13]

1. „Jubel” – 4:43
2. „Punga” – 5:08

- Jubel (Tube & Berger Remix)[14]

1. „Jubel” (Tube & Berger Remix) – 6:10

- Jubel (Remixes)[15]

1. „Jubel” – 4:43
2. „Jubel” (Nora En Pure Remix) – 6:18
3. „Jubel” (Friend Within Remix) – 6:15
4. „Jubel” (KANT Remix) – 6:05

## Notowania na listach przebojów
| Lista                                           | Najwyższa pozycja |
| ----------------------------------------------- | ----------------- |
| Australia (Top 50 Singles)                      | 3                 |
| Austria (Ö3 Austria Top 40)                     | 1                 |
| Belgia (Flandria) (Ultratop 50 Singles)         | 1                 |
| Belgia (Wallonia) (Ultratop 50 Singles)         | 2                 |
| Czechy (Singles Digital – Top 100)              | 1                 |
| Dania (Track Top-40)                            | 8                 |
| Finlandia (Top 20 Singles)                      | 5                 |
| Francja (Top 200 Singles)                       | 5                 |
| Niemcy (Top 100 Singles)                        | 1                 |
| Węgry (Rádiós Top 40)                           | 24                |
| Węgry (Single Top 40)                           | 24                |
| Irlandia (Top 50 Singles)                       | 3                 |
| Włochy (Top 20 Singles)                         | 1                 |
| Liban (Lebanese Top 20)                         | 6                 |
| Luksemburg (Billboard Luxembourg Digital Songs) | 1                 |
| Holandia (Dutch Top 40)                         | 9                 |
| Norwegia (Top 20 Singles)                       | 2                 |
| Polska (AirPlay – Top)                          | 1                 |
| Polska (Dance Top 50)                           | 10                |
| Szkocja (Top 40 Scottish)                       | 3                 |
| Słowacja (Singles Digital)                      | 1                 |
| Słowenia (SloTop50)                             | 3                 |
| Hiszpania (Top 50 Singles)                      | 9                 |
| Szwecja (Top 60 Singles)                        | 3                 |
| Szwajcaria (Singles Top 100)                    | 1                 |
| Wielka Brytania (Top 40 Dance Singles)          | 2                 |
| Wielka Brytania (Singles Top 100)               | 3                 |
| Stany Zjednoczone (Dance/Electronic Songs)      | 24                |

### Notowania na koniec roku
| Lista (2013)               | Pozycja |
| -------------------------- | ------- |
| Niemcy (GfK Entertainment) | 13      |
| Lista (2014)               | Pozycja |
| Australia (ARIA)           | 26      |
| Niemcy (GfK Entertainment) | 49      |
| Włochy (FIMI)              | 3       |
| Polska (ZPAV)              | 3       |
| Słowenia (SloTop50)        | 1       |

## Certyfikaty
| Lista                         | Pozycja            | Sprzedaż  |
| ----------------------------- | ------------------ | --------- |
| Australia (ARIA)              | 3× Platynowa płyta | 210 000   |
| Belgia (BEA)                  | Platynowa płyta    | 30 000    |
| Dania (IFPI Denmark)          | Platynowa płyta    | 2 600 000 |
| Francja (SNEP)                | Złota płyta        | 75 000    |
| Niemcy (BVMI)                 | Platynowa płyta    | 300 000   |
| Włochy (FIMI)                 | 5× Platynowa płyta | 150 000   |
| Norwegia (IFPI Norway)        | 9× Platynowa płyta | 90 000    |
| Szwecja (GLF)                 | 3× Platynowa płyta | 120 000   |
| Szwajcaria (IFPI Switzerland) | Platynowa płyta    | 30 000    |
| Wielka Brytania (BPI)         | Złota płyta        | 400 000   |